# جعفر رسولی
جعفر رسولی از نویسندگان افغانستان است.

## آغاز زندگی
جعفر رسولی در سال ۱۳۴۳ در روستای نیقول، ولسوالی (شهرستان) ورس ولایت (استان) بامیان زاده شد. هنوز کودکی بیش نبود که از منطقهٔ خود همراه با اعضای خانواده به کابل کوچ کرد. در این شهر و با توجه به فقر خانواده او مجبور بود تا به کار بپردازد. کار سخت در این دوره در وی انگیزهٔ تحصیل را ایجاد کرد اما این موقعیت در آن شرایط مهیا نبود. 
پس از حوادث تلخ درگیری‌ها در افغانستان همراه با خانواده به ایران کوچ کرد.
چند سال اول دوران مهاجرات به ایران را وی مشغول به کار سخت بود اما به دنبال انگیزه‌ای که در گذشته در خود داشت تصمیم گرفت تا به تحصیل به پردازد. او از کلاس‌های شبانه درس را شروع کرد و به سرعت مراحل تحصیلی را پشت سر گذاشت. او توانست در کنکور سراسری دانشگاه آزاد و در رشتهٔ مترجمی زبان انگلیسی کامیاب شود. با تمام کردن این دوره او یک مدرسهٔ ابتدایی و راهنمایی را برای کودکان افغان که از تحصیل محروم مانده بودند تأسیس کرد. این مدرسه برای پنج سال پذیرای دانش آموزان افغانی مهاجر در ایران بود.
بعد از پایان دورهٔ لیسانس وی تصمیم گرفت تا تحصیلات خود را در رشتهٔ روابط بین‌الملل ادامه دهد. او توانست در دانشگاه آزاد واحد کرج مشغول به تحصیل این رشته شود و مدرک فوق لیسانس خود را در این رشته کسب نماید.
در سال ۱۳۸۴ وی به دنبال بهبود وضعیت در افغانستان به کشور بازگشت و به عنوان کارشناس ارشد روابط بین‌الملل و تحلیلگر در دفتر رئیس جمهور مشغول به کار شد. وی هنوز هم به این شغل مشغول است. 
از وی مقالات بسیار در نشریات داخلی و خارجی به نشر رسیده است. وی همچنین عضو هیئت تحریریهٔ فصلنامهٔ کانون مطالعات، توسعه و ماهنامهٔ پوهنتون و پامیر بوده است. در حال حاضر وی عضو هیئت تحریریهٔ روزنامهٔ انیس می‌باشد.
همچنین از وی سه کتاب به چاپ رسیده است. ترجمهٔ کتاب افغانستان تاریخ و جغرافیا از لوئیس دوپری - مبنای درست (این کتاب در چاپ دوم به نام آمریکا، افغانستان و جنگ نامقدس به چاپ رسیده است) و کتاب تأثیر سیاست خارجی بر توسعه نیافتگی افغانستان.